# 량강대평역
량강대평역(兩江大坪驛)은 조선민주주의인민공화국 량강도 보천군에 위치한 철도역이다.